# 캄차카 지진

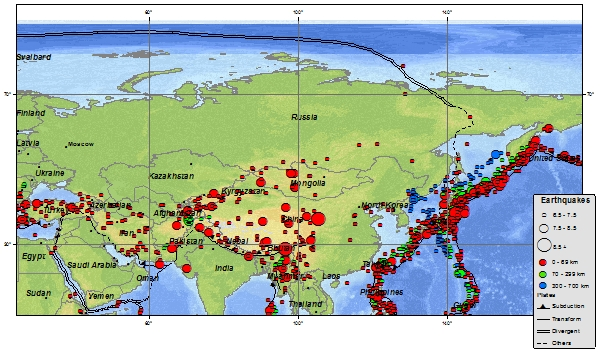
러시아 및 주변 지역에서 발생한 지진 지도(1900년~2012년). 러시아 동쪽 지진 활동의 대부분은 캄차카 지역에 집중되어 있다.

러시아 극동의 캄차카반도 지역에서는 많은 주요 지진이 발생했다. 1737년, 1923년 2월, 1923년 4월, 1952년, 2025년에 발생한 지진은 모두 해구형 지진이었으며 지진해일을 유발했다. 이 지역에서 발생한 기타 지진과 지진해일은 더 많다.

## 지질학적 환경
캄차카반도 남부는 쿠릴-캄차카 해구를 따라 태평양판이 오호츠크판 아래로 섭입하는 수렴 경계 위에 놓여 있다. 두 판 사이의 수렴 속도는 연간 약 86 mm이다. 지진은 크게 두 판 사이의 해구형 경계면을 따라, 하강하는 태평양판 내부에서, 상부에 있는 오호츠크판 내부에서 단층 파열로 인해 발생한다. 반도의 북부는 쿠릴-캄차카 해구와 알류샨 해구의 수렴 경계에서 떨어져 있지만, 북아메리카판 내의 두 강괴, 즉 콜리마-축치 미판과 베링해 미판 사이의 경계를 가로지른다. 이 경계는 일련의 큰 남서-북동 방향 단층을 따라 활성적인 단축과 우수향 주향 이동을 모두 수용한다.

## 1737년 지진
1737년 10월 17일 지진의 진원 깊이는 40 km이다. 규모는 9.3Mw로 추정되었다.

## 1841년 지진
1841년 5월 17일, 진앙이 해안에서 약간 떨어진 곳에서 발생한 규모 9.0 Mw  지진은 거대한 지진해일을 유발했다.

## 1923년 지진
1923년 2월 4일, 규모 8.4 Mw로 추정되는 지진이 7.6 m의 지진해일을 유발하여 캄차카에 상당한 피해를 입혔고, 3명이 사망한 것으로 보고되었다. 이 지진해일은 하와이에 도달했을 때도 6 m 높이였으며, 최소 1명의 사망자를 발생시켰다. 1923년 4월 14일에는 규모 8.2 Mw의 지진과 지진해일이 발생하여 우스티캄차츠크 근처에 큰 지진해일 퇴적물을 남겼으며, 이는 미노우라 등이 연구했다.

## 1952년 지진
본진은 1952년 11월 5일에 발생했다. 처음에는 규모 M8.2로 지정되었으나, 나중에 9.0 Mw로 수정되었다. 이어서 큰 지진해일이 발생하여 캄차카반도와 쿠릴 열도에 큰 피해와 사상자를 냈다. 하와이도 영향을 받아 최대 1백만 미국 달러의 피해와 가축 손실이 있었지만, 인명 피해는 기록되지 않았다. 일본은 인명 피해나 재산 피해가 없었다고 보고했다. 지진해일은 알래스카, 칠레, 뉴질랜드에도 도달했다.
진원은 21.6 km 깊이이다. 섭입대 파열 길이는 600 km이다. 여진은 약 247,000 km2 (95,000 mi2) 면적에 걸쳐 40~60 km 사이의 깊이에서 기록되었다. 역사적 및 지질학적 기록을 기반으로 한 최근 지진해일 분포 분석은 파열 미끄럼의 분포에 대한 통찰력을 제공한다.

## 1959년 지진
1959년 5월 4일, 규모 8.3 Mw 의 지진이 진원 깊이 55 km에서 발생했으며, 최대 진도 VIII를 기록했다.

## 2006년 지진
코랴크 자치구 지역은 2006년 4월 21일 규모 7.6 Mw 의 지진이 발생했다. 4월 30일과 5월 23일에 발생한 두 차례의 규모 6.6 Mw  지진을 포함하여 수많은 여진이 뒤따랐다. 이 지진은 북아메리카판의 두 미판 경계에서 역단층으로 인해 발생했다. 이 사건은 140 km의 지표 파열대를 형성했다.

## 2020년 지진
2020년 3월 25일, 러시아에서 규모 7.5 Mw 의 지진이 발생했다. 이는 2013년 5월 24일 오호츠크해 지진 이후 러시아에서 발생한 가장 큰 규모의 지진이다. 처음에는 규모 7.8 Mw 로 보고되었으나, 7.5 Mw 로 하향 조정되었다.
이 지진은 침강하는 태평양판 내의 해구 근처에서 판 내부 압축하는 역단층으로 인해 발생했다. 진앙은 규모 9.0 해구형 지진이었던 1952년 세베로쿠릴스크 지진의 대규모 미끄럼 구역에 위치했다. 강한 압축 활동은 결합된 구역을 따라 큰 압축 사건 이전과 이후에 더 흔하게 발생하며, 이는 판 간 변형의 축적을 시사한다.
진앙에서 460 km 떨어진 페트로파블롭스크캄차츠키에서는 수정 메르칼리 진도 계급 V로 느껴졌다. 건물 내부의 물건이 떨어졌고, 사람들은 안전을 위해 거리로 뛰쳐나왔다.
지진 직후 지진해일 경보가 발령되었다. 태평양 지진해일 경보 센터는 처음에는 지진 진앙 1,000 km 이내에서 위험한 지진해일 파도가 발생할 가능성이 있다고 밝혔다. 또한 이 정도 규모의 과거 지진은 진앙에서 멀리 떨어진 곳에서도 지진해일을 유발했음을 덧붙였다. 약 0.5 m 높이의 지진해일이 캄차카반도를 강타했다.

## 2025년 지진
2025년 7월 30일, 규모 8.8 Mw 의 해구형 지진이 캄차카를 강타했다. 이 지진은 1952년 이후 러시아에서 발생한 가장 큰 지진이고 2011년 도호쿠 지방 태평양 해역 지진 이후 세계에서 가장 큰 규모의 지진이며, 1900년 이후 6번째로 큰 규모의 지진이다. 이 지진은 규모 7.4 Mw 의 전진 발생 10일 후에 발생했다.

## 같이 보기
- 환태평양 조산대